# 太子橋今市駅

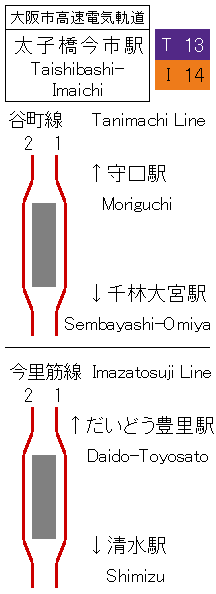
配線図

太子橋今市駅（たいしばしいまいちえき）は、大阪府大阪市旭区太子橋一丁目を所在地とする、大阪市高速電気軌道 (Osaka Metro) の駅。谷町線と今里筋線の2路線が乗り入れる。駅番号は谷町線がT13、今里筋線がI14。

## 概要
所在地は上記の通り大阪市旭区であるが、駅施設の大半は守口市京阪本通一丁目に所在しており、Osaka Metroで唯一の市境に跨る駅である。1号 - 4号出入口が設置される京阪本通1交差点から南西へ谷町線ホームが国道1号の地下に、南東へ今里筋線ホームが国道479号の地下にそれぞれ伸びており、今里筋線の軌道および施設は全て守口市内に所在し、5号 - 6号出入口など西改札以西の施設のみ旭区内に所在する。
地上面から今里筋線のプラットホームまでの深さが25.9メートルであり、Osaka Metroで3番目に深い駅となっている。

## 歴史

### 年表
- 1977年（昭和52年）4月6日：谷町線都島 - 守口間延伸時に開業。
- 2006年（平成18年）12月24日：今里筋線開業、乗換駅となる。
- 2018年（平成30年）4月1日：大阪市交通局の民営化に伴い、大阪市高速電気軌道 (Osaka Metro) の駅となる。

### 駅名の由来
かつての大阪市電都島守口線の太子橋駅と今市町駅の複合駅名である。また、太子橋（旧西成郡豊里村大字橋寺・天王寺庄の新淀川左岸）と今市（旧東成郡古市村大字今市）の複合駅名でもある。太子橋の太子とは聖徳太子のことで、天王寺庄が四天王寺の建設予定地だった故事に由来する。なお、大阪市電の太子橋駅は一時期土居町駅と称していたことからもわかるように守口市内に所在する駅であった。

## 駅構造
地下駅であり、ホームの構造は谷町線・今里筋線ともに島式ホーム1面2線である。今里筋線ホームには可動式ホーム柵が設置されている。改札口は永らく1か所のみであったが、2006年12月の今里筋線開業に伴い、同線ホーム直上に東改札が設けられた（従来の改札は西改札に）。
当駅は、谷町線部分が、東梅田管区駅に所属しており、大日駅が管轄している。一方、今里筋線部分は、清水管区駅に所属し、井高野駅が管轄している。
谷町線ホームの大日側から今里筋線のコンコースに繋がっている。なお、谷町線ホームと今里筋線ホームを行き来する場合、谷町線ホームへ行く場合と今里筋線ホームを行く場合で少しルートが違う。
定期券発売所があったが、2021年4月30日をもって閉鎖した。

### のりば
| 番線           | 路線         | 行先                       |
| 谷町線ホーム   | 谷町線ホーム | 谷町線ホーム               |
| -------------- | ------------ | -------------------------- |
| 1              | 谷町線       | 東梅田・天王寺・八尾南方面 |
| 2              | 谷町線       | 大日方面                   |
| 今里筋線ホーム |              |                            |
| 1              | 今里筋線     | 今里方面                   |
| 2              | 今里筋線     | 井高野方面                 |

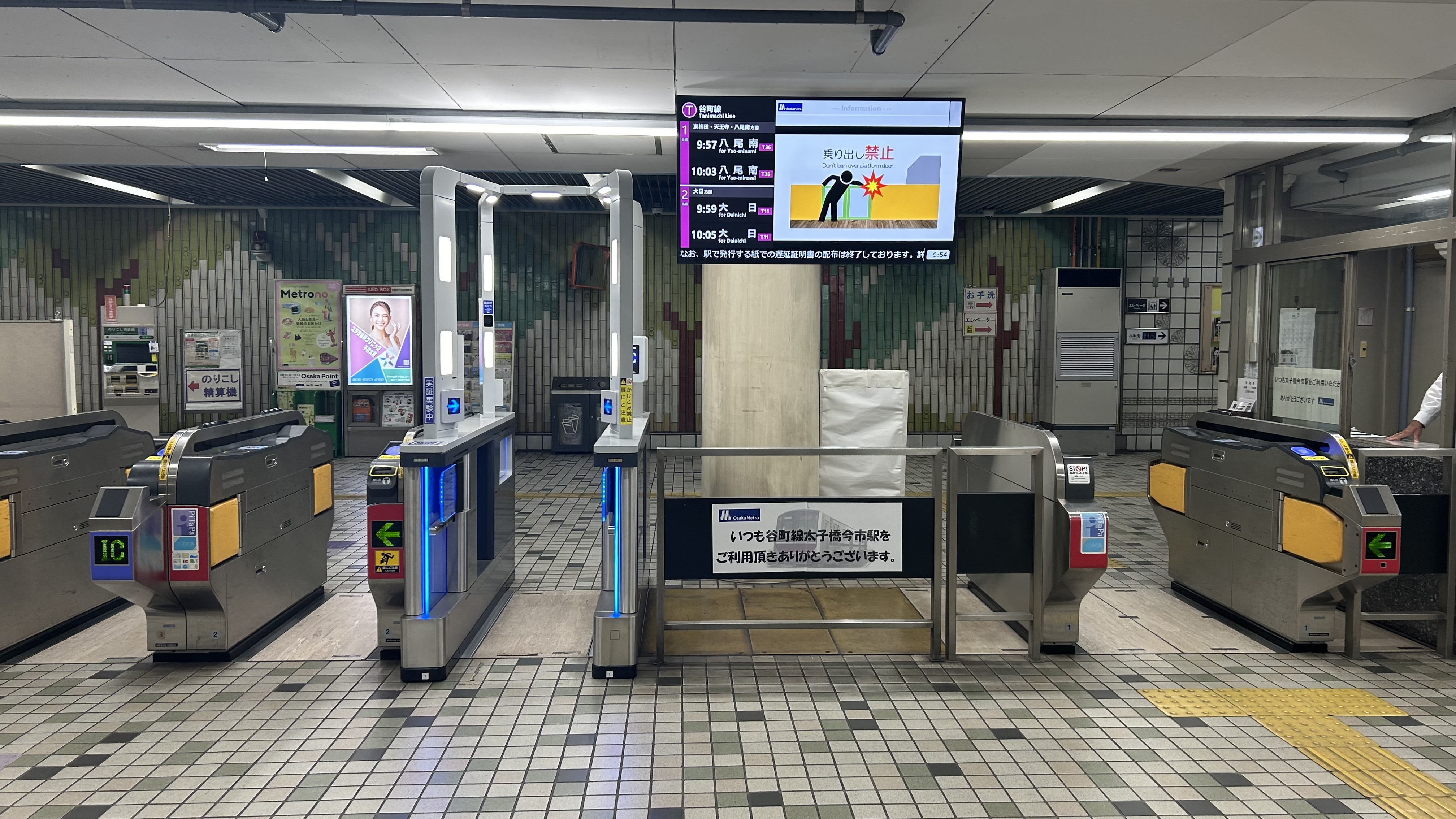
西改札口
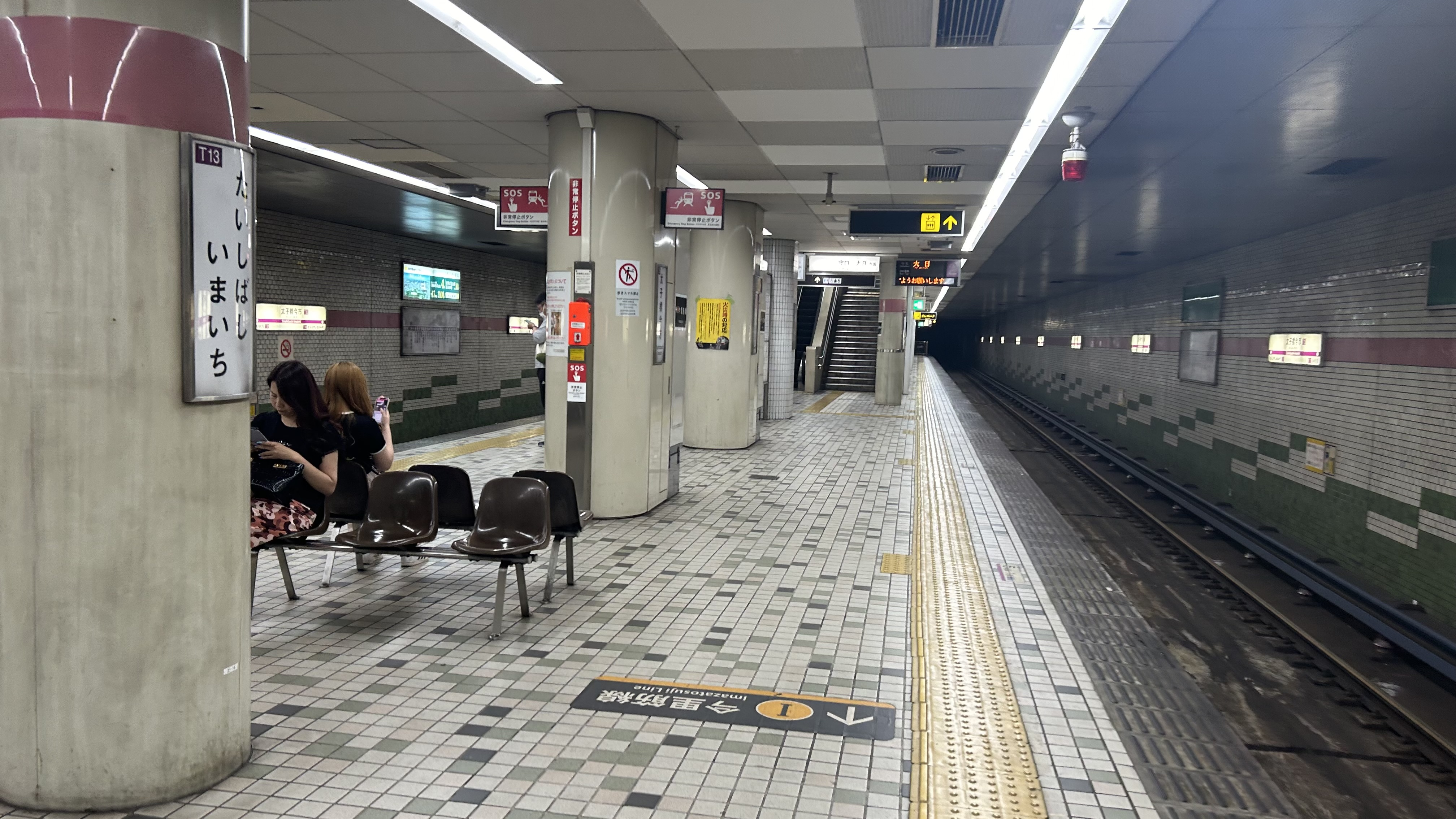
谷町線ホーム
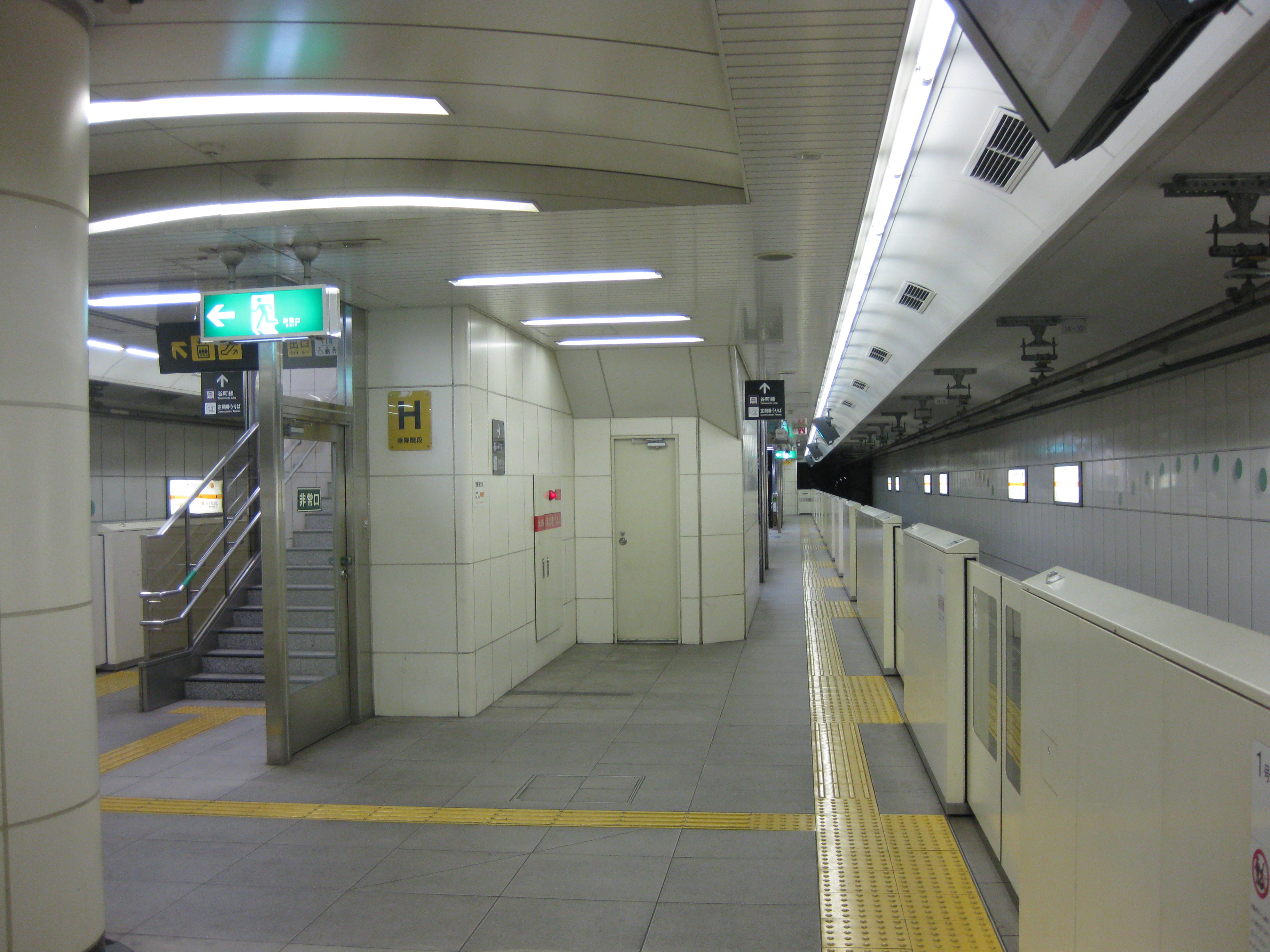
今里筋線ホーム
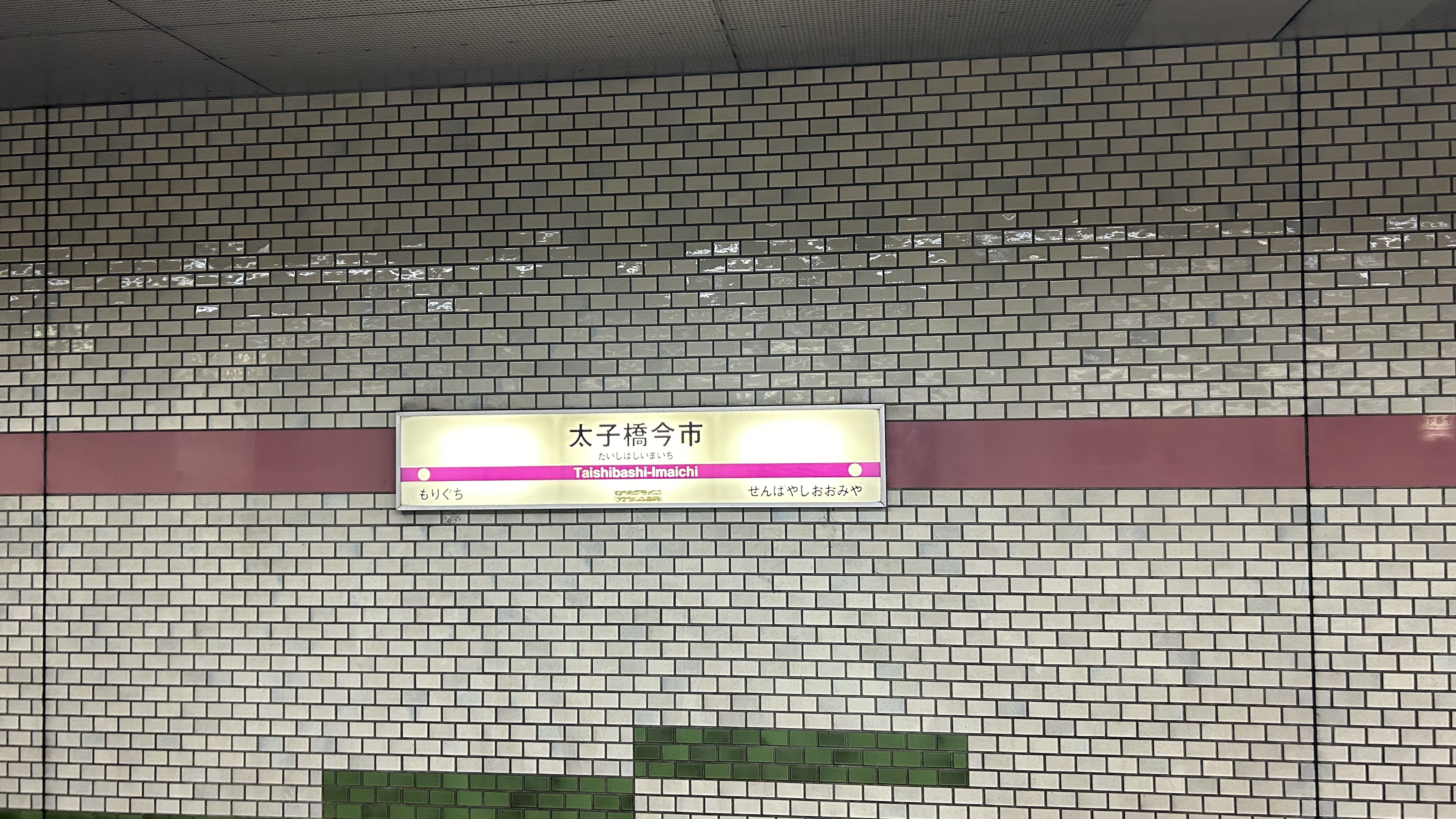
谷町線駅名標

### 出口
| 出口番号 | 出口周辺             | 接続改札      | 最寄りの路線    | 備考             |
| -------- | -------------------- | ------------- | --------------- | ---------------- |
| 1        | シティバスのりば     | 東改札 西改札 | 谷町線 今里筋線 |                  |
| 2        | 関西医科大学付属病院 | 東改札 西改札 | 谷町線 今里筋線 | エレベーターあり |
| 3        | シティバスのりば     | 東改札 西改札 | 谷町線 今里筋線 | エレベーターあり |
| 4        | 豊里大橋・NTT守口    | 東改札 西改札 | 谷町線 今里筋線 |                  |
| 5        |                      | 西改札        | 谷町線          |                  |
| 6        |                      | 西改札        | 谷町線          |                  |

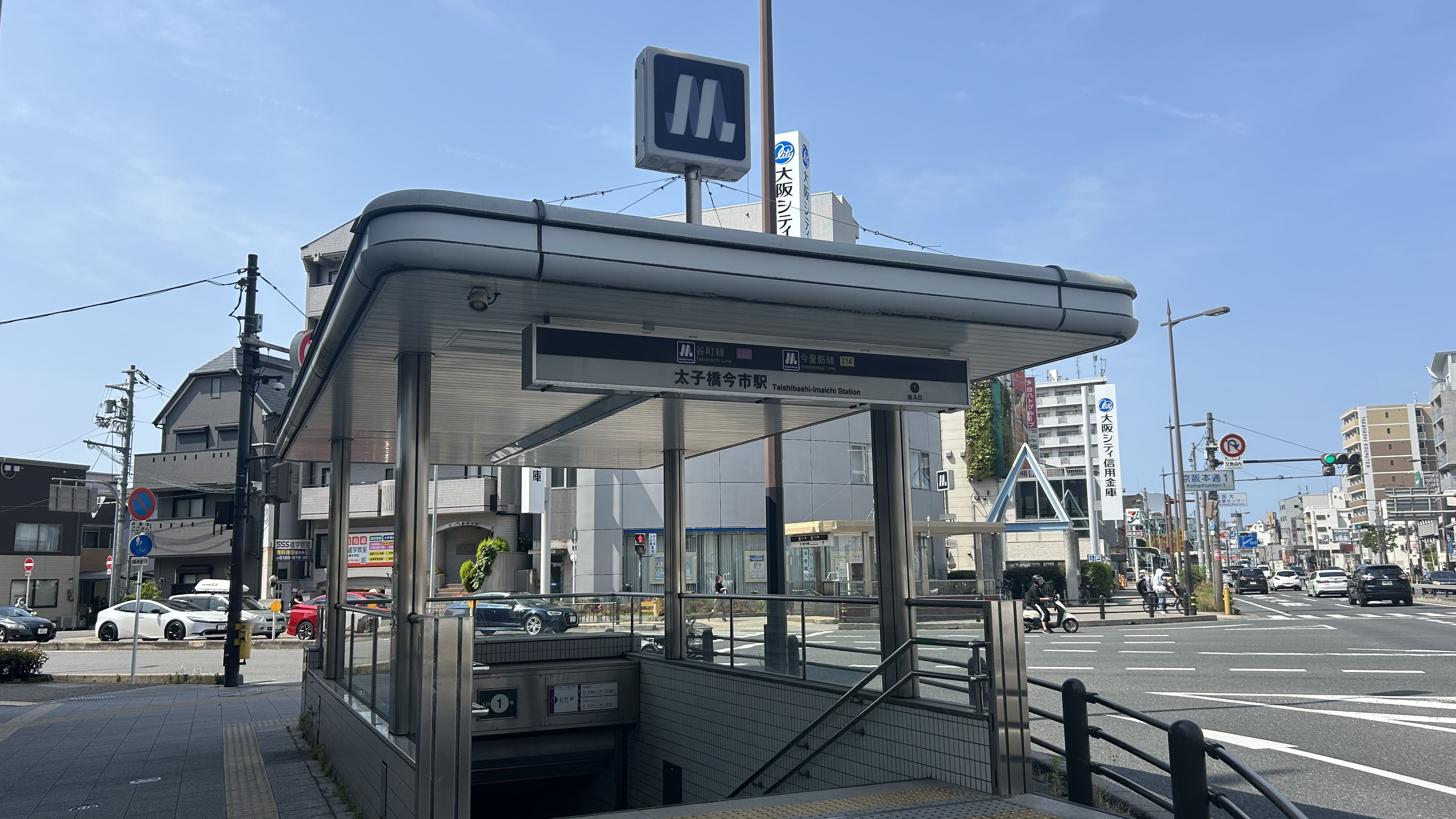
1号出入口
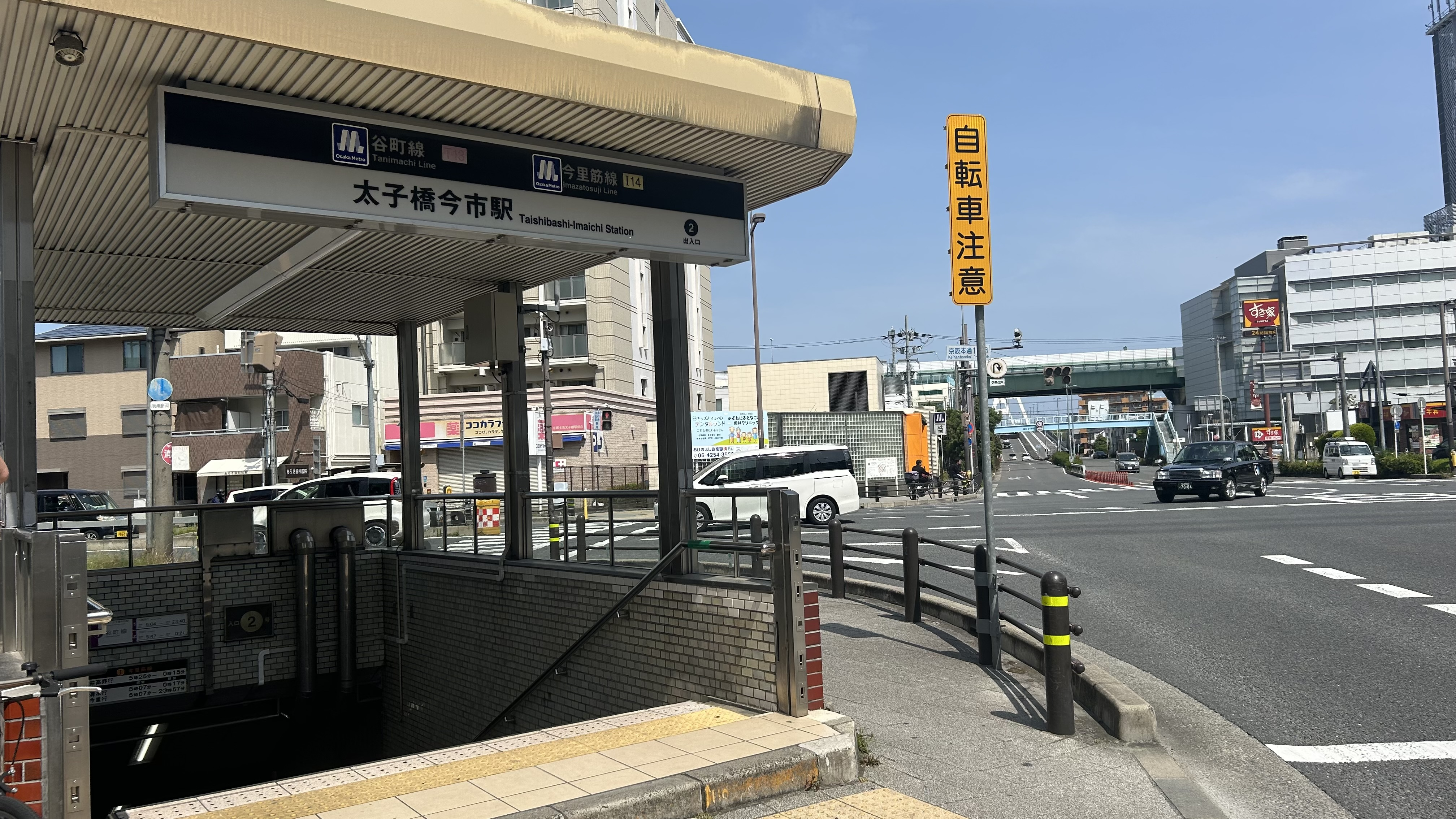
2号出入口
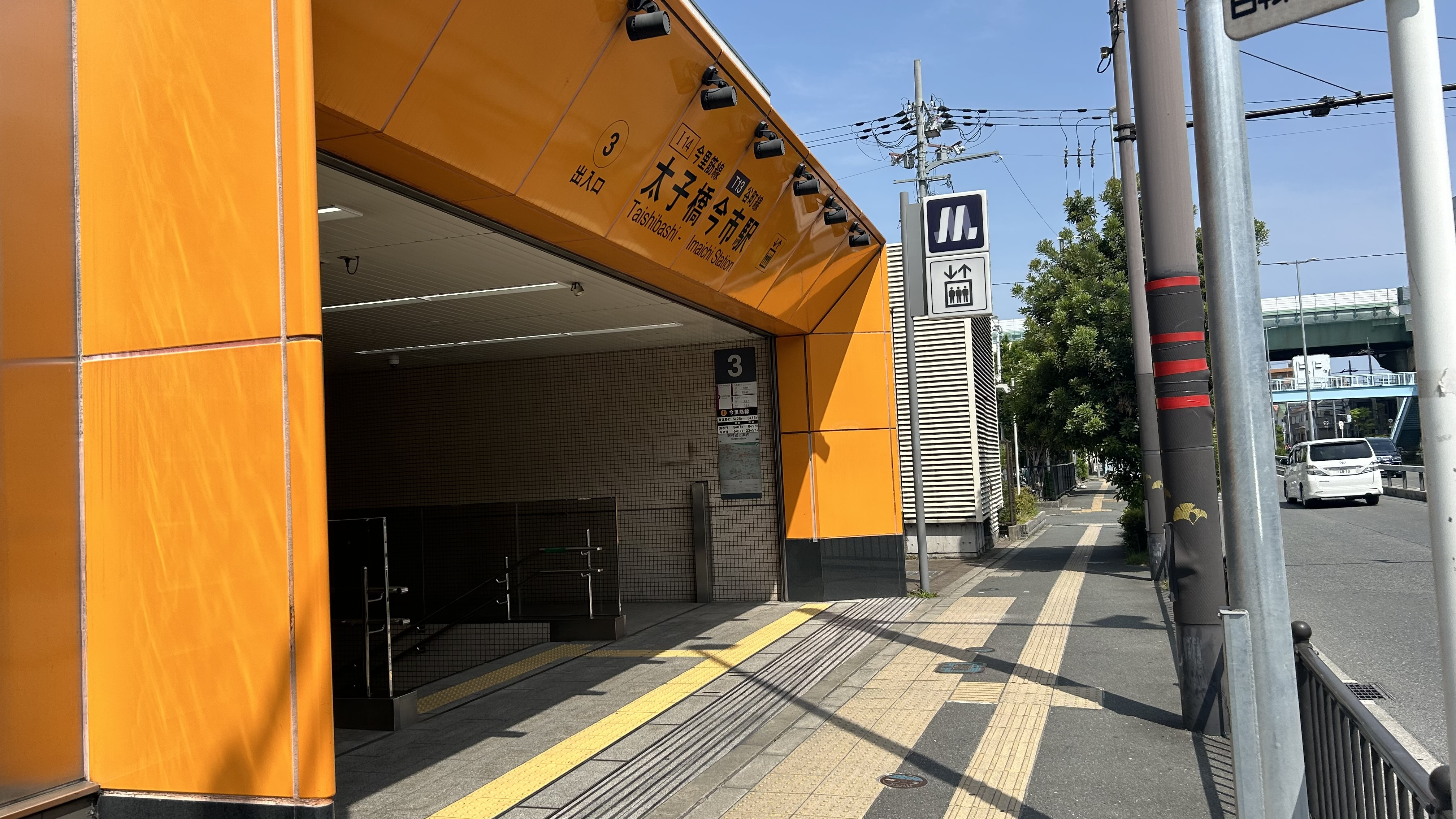
3号出入口
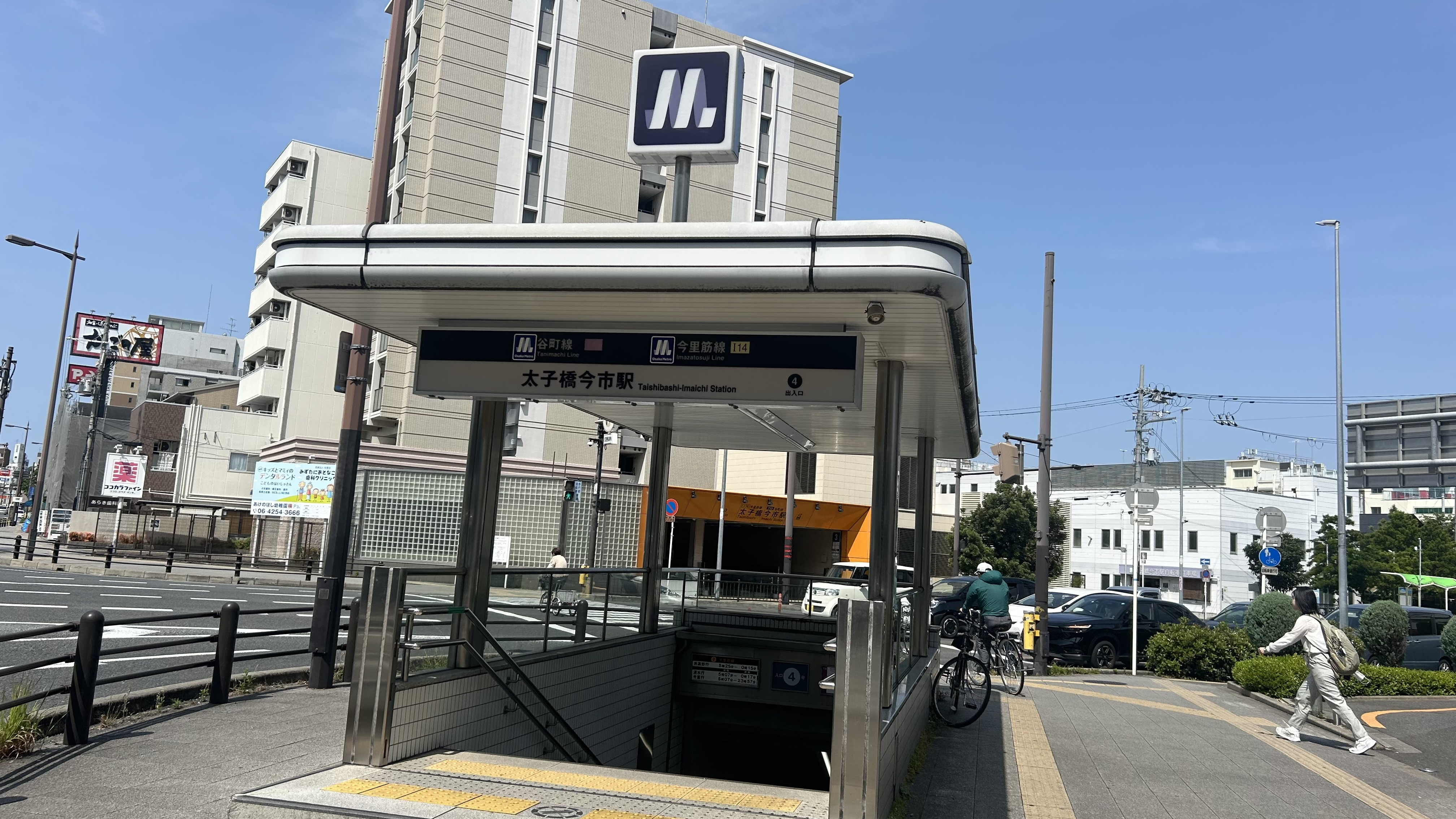
4号出入口
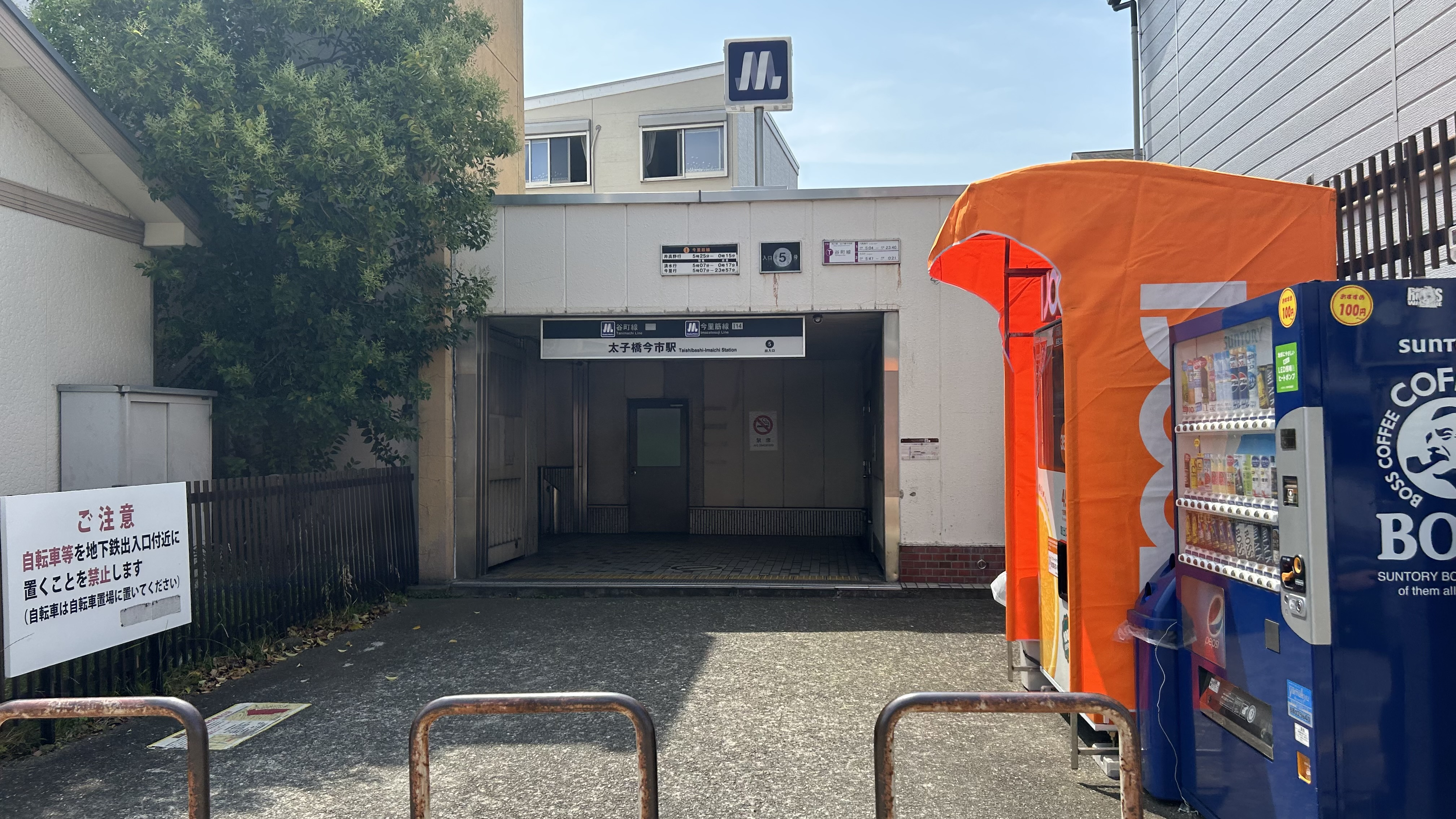
5号出入口
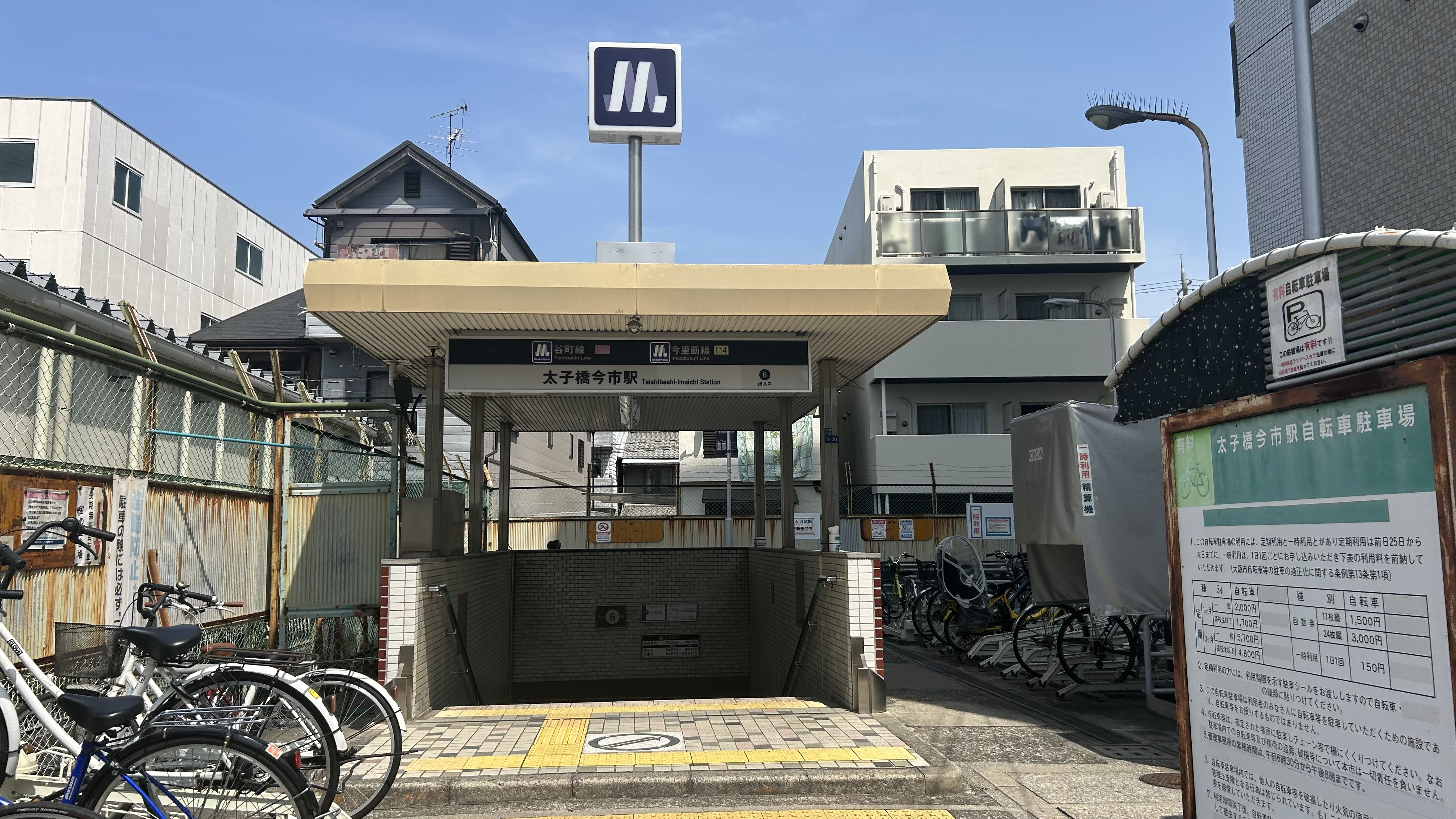
6号出入口

## 利用状況
2024年11月12日の1日乗降人員は12,904人（乗車人員：6,550人、降車人員：6,354人）であり、谷町線の駅では26駅中21位、今里筋線の駅では11駅中4位。地下鉄路線同士で乗り換えが可能な駅では最も少ない。
各年度の特定日利用状況は下表の通り。なお1995年度の記録については1996年に行われた調査であるが、会計年度上表中に記載の年度となる。
| 年度               | 調査日   | 乗車人員 | 降車人員 | 乗降人員 | 出典          | 出典          |
| 年度               | 調査日   | 乗車人員 | 降車人員 | 乗降人員 | メトロ        | 大阪府        |
| ------------------ | -------- | -------- | -------- | -------- | ------------- | ------------- |
| 1977年（昭和52年） | 11月18日 | 4,099    | 3,934    | 8,033    |               | [ 大阪府 1 ]  |
| 1981年（昭和56年） | 11月10日 | 5,042    | 5,095    | 10,137   |               | [ 大阪府 2 ]  |
| 1985年（昭和60年） | 11月12日 | 5,006    | 4,951    | 9,957    |               | [ 大阪府 3 ]  |
| 1987年（昭和62年） | 11月10日 | 5,215    | 5,043    | 10,258   |               | [ 大阪府 4 ]  |
| 1990年（平成02年） | 11月06日 | 5,403    | 5,208    | 10,611   |               | [ 大阪府 5 ]  |
| 1995年（平成07年） | 02月15日 | 4,713    | 5,284    | 9,997    |               | [ 大阪府 6 ]  |
| 1998年（平成10年） | 11月10日 | 5,032    | 4,844    | 9,876    |               | [ 大阪府 7 ]  |
| 2007年（平成19年） | 11月13日 | 5,367    | 5,246    | 10,613   |               | [ 大阪府 8 ]  |
| 2008年（平成20年） | 11月11日 | 5,666    | 5,579    | 11,245   |               | [ 大阪府 9 ]  |
| 2009年（平成21年） | 11月10日 | 5,819    | 5,566    | 11,385   |               | [ 大阪府 10 ] |
| 2010年（平成22年） | 11月09日 | 5,815    | 5,534    | 11,349   |               | [ 大阪府 11 ] |
| 2011年（平成23年） | 11月08日 | 5,990    | 5,770    | 11,760   |               | [ 大阪府 12 ] |
| 2012年（平成24年） | 11月13日 | 6,169    | 5,929    | 12,098   |               | [ 大阪府 13 ] |
| 2013年（平成25年） | 11月19日 | 6,229    | 5,882    | 12,111   | [ メトロ 1 ]  | [ 大阪府 14 ] |
| 2014年（平成26年） | 11月11日 | 6,193    | 6,080    | 12,273   | [ メトロ 2 ]  | [ 大阪府 15 ] |
| 2015年（平成27年） | 11月17日 | 6,759    | 6,354    | 13,113   | [ メトロ 3 ]  | [ 大阪府 16 ] |
| 2016年（平成28年） | 11月08日 | 6,536    | 6,237    | 12,773   | [ メトロ 4 ]  | [ 大阪府 17 ] |
| 2017年（平成29年） | 11月14日 | 6,913    | 6,584    | 13,497   | [ メトロ 5 ]  | [ 大阪府 18 ] |
| 2018年（平成30年） | 11月13日 | 6,456    | 6,194    | 12,650   | [ メトロ 6 ]  | [ 大阪府 19 ] |
| 2019年（令和元年） | 11月12日 | 6,608    | 6,330    | 12,938   | [ メトロ 7 ]  | [ 大阪府 20 ] |
| 2020年（令和02年） | 11月10日 | 6,008    | 5,825    | 11,833   | [ メトロ 8 ]  | [ 大阪府 21 ] |
| 2021年（令和03年） | 11月16日 | 6,000    | 5,843    | 11,843   | [ メトロ 9 ]  | [ 大阪府 22 ] |
| 2022年（令和04年） | 11月15日 | 6,255    | 6,065    | 12,320   | [ メトロ 10 ] | [ 大阪府 23 ] |
| 2023年（令和05年） | 11月07日 | 6,488    | 6,269    | 12,757   | [ メトロ 11 ] | [ 大阪府 24 ] |
| 2024年（令和06年） | 11月12日 | 6,550    | 6,354    | 12,904   | [ メトロ 12 ] |               |

## 駅周辺

### 学校
- 大阪工業大学
- 常翔学園中学校・高等学校
- 大阪市立今市中学校
- 大阪市立大宮小学校
- 大阪市立太子橋小学校
- 大阪府立思斉支援学校
- 大阪国際滝井高等学校
- 守口市立さつき学園

### 金融機関
- 旭今市太子橋郵便局
- 守口土居郵便局
- 大阪シティ信用金庫守口支店
- りそな銀行守口支店
- 三井住友銀行守口京阪本通出張所（旧河内銀行→住友銀行）  - ※2021年9月6日より、守口支店が守口市駅前出張所（守口市駅構内高架下）内に移転しており、ATMのみの店舗となっている。

### 公共施設
- 関西医科大学付属病院

### 商業施設

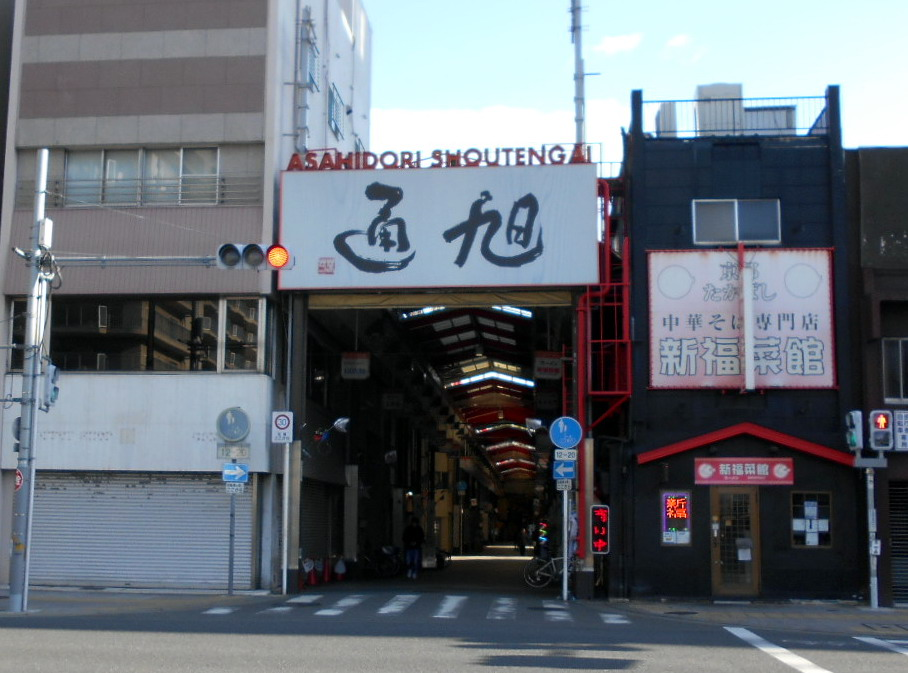
旭通商店街（2019年1月）

- 旭通商店街
- 土居商店街「ポポラーレ土居」
- 京阪太子橋スクエア
  - 古本市場京阪本通店
- 京阪商店街
- 京阪中通商店街
- 京阪東通商店街
- 今市商店街
- 万代 守口店
- マックスバリュ 太子橋店

### その他
- ドコモ大阪ビル
- 大阪市営城北住宅
- 京阪本通1交差点 - 国道1号（京阪国道）・国道479号（大阪内環状線）
- 豊里大橋
- 京街道跡道標
- 宝龍寺（天然記念物の大クスノキがある）
- コナミスポーツクラブ守口
- 京阪本線土居駅・滝井駅　- それぞれ約600メートル（徒歩5分）
- 大阪シティバス守口営業所

## バス路線
最寄停留所は地下鉄太子橋今市となる。以下の路線が乗り入れ、大阪シティバスおよび北港観光バスにより運行されている。なお、内環状線を走行する86号系統の停留所は国道1号を挟んで北側・南側の両側に設置されている。
- 10号系統：地下鉄都島・天満橋/守口車庫前
- 34号系統：大阪駅前/守口車庫前
- 35号系統：杭全/守口車庫前
- 78号系統：大阪駅前/守口車庫前
- 86号系統：布施駅前/上新庄駅前
- あさひあったかバス[注 1]：生江方面/守口車庫前方面

## 隣の駅
大阪市高速電気軌道 (Osaka Metro)
 谷町線
守口駅 (T12) - 太子橋今市駅 (T13) - 千林大宮駅 (T14)
 今里筋線
だいどう豊里駅 (I13） - 太子橋今市駅 (I14) - 清水駅 (I15)
- ( ) 内は駅番号を示す。

### 記事本文